# Cyril Sebas
 (août 2019).
Si vous disposez d'ouvrages ou d'articles de référence ou si vous connaissez des sites web de qualité traitant du thème abordé ici, merci de compléter l'article en donnant les références utiles à sa vérifiabilité et en les liant à la section « Notes et références ».
Cyril Sebas est un réalisateur et scénariste français d'origine sénégalaise et guyanaise[Quoi ?].
Il commence sa carrière en 1999 en signant le court métrage Rêve de cauchemar avec Jamel Debbouze et Ramzy Bedia. Il réalise ensuite une soixantaine de clips, aussi bien dans le domaine du rap que celui de la variété. En 2007, il coréalise Gomez vs Tavarès avec Gilles Paquet-Brenner.
À la suite d'une perte totale de vitesse dans sa carrière, il part au Sénégal où il réalise près d'une vingtaine de clips et publicités, ainsi que des reportages et documentaires. En 2015, il part à Montréal, où il crée une web-série sur la course à pied, intitulée 2.40 (en référence à 2 heures 40, temps d'un coureur sur le marathon). En 2017, il revient à Paris, où il travaille sur divers projets pour la télévision, le cinéma et le web.
En 2019, il est le créateur principal d'un projet de série destinée à une diffusion panafricaine, dont le tournage est prévu dès 2020. Il travaille également sur deux documentaires ; l'un sur Lee Jaffe (en), l'autre sur Mateos Da Sylva[Qui ?] (Hé l'ancien, pour la télévision).

## Filmographie

### Cinéma
- 1999 : Rêve de cauchemar (court métrage), avec Jamel Debbouze, Nadia Farès et Ramzy Bedia
- 2007 : Gomez vs Tavarès, coréalisé avec Gilles Paquet-Brenner
- 2010 : Le Baltringue, avec Vincent Lagaf

### Clips
- 1999 : On ira tous au paradis de Stomy Bugsy et Arsenik
- 1999 : Sang pour sang de Johnny Hallyday
- 2000 : I'm hot tonight de Talisman
- 2000 : Partie de cartes de Johnny Hallyday
- 2000 : Le poisson rouge de Disiz
- 2001 : On a tous besoin d'amour de Johnny Hallyday et Clémence
- 2001 : Ghetto sitcom	de Disiz
- 2002 : Une étincelle des L5
- 2002 : Paris Latino de la saison 2 de Star Academy
- 2003 : L'enfant de Daniel Lévi
- 2003 : Can you feel it de Jean Roch
- 2003 : Autant en emporte le vent (comédie musicale)
  - Nous ne sommes pas
  - Libres
  - Tous les hommes
- 2003 : Taxi de Doc Gynéco
- 2003 : L'orange de la saison 3 de Star Academy
- 2004 : Sientelo de Speedy featuring Lumidee
- 2006 : Les voyages en train de Grand Corps Malade
- 2012 :
  - D'où je viens de Nix
  - Rap Galsen d'EPC
- 2013 : Soldier de Carlou D et Eagle-Eye Cherry